# Каменецкий, Генрик Андреас
Генрик Андреас Каменецкий (1430, Оджиконь — 1488) — польский государственный и военный деятель, каштелян саноцкий (1474—1488), сенатор, владелец замка Каменец в Оджиконе.

## Биография
Представитель польского шляхетского рода Каменецких герба «Пилява». Сын Марцина Каменецкого (ум. 1439) и Катарины, дочери Петра Кота, внук подканцлера коронного Клеменса Москожевского.
Избрал Оджиконь своей резиденцией и расширил его в восточном направлении. В возрасте 14 лет поступил в Краковскую Академию (1444 год).
26 января 1448 года после смерти своего бездетного старшего брата, старосты добчицкого Петра Каменецкого, оставшиеся в живых братья Генрик Андреас, Николай и Марцин Каменецкие разделили между собой отцовские владения. Генрик Андреас Каменецкий получил во владение замок Каменец в Оджиконе вместе с селами Корчина, Венглювка, Комборня, Шкляры, Яблоница и Завада.
В 1449 году Генрик Андреас Каменецкий участвовал с крупным военным отрядом в походе на Молдавию, оставив брату в залог свой удел за 1000 гривен, а после двух лет выкупил у него владения вместе с Оджиконем, Ясеницей, Волей Ясеницкой и Малиновкой и вернул села, проданные его отцом Петру Коту. В середине XV века Генрик Каменецкий был владельцем Нездува, Коморников и части Дзекановице.
Генрик Андреас Каменецкий сосредоточил под своей властью все родовые имения, центром которых стал замок Каменец в Оджиконе.
В 1460 году судился с Перемышльской епархией из-за спорных земельных владений. Королевские комиссары Ян из Пилицы, Анджей из Сенно признали собственностью Генрика Андреаса Каменецкого Яблоницу, Ясеницу-Росельну и Оржеховку, а епархии отошли Домарадз, Близне и Плосина.
Первоначально вместе со старшим братом Петром Каменецким, старостой добчицким, поддержал гуситскую конфедерацию под руководством Спытко из Мельштына против королевской власти. Однако позднее получил во владение Добчице и наладил отношения с королевским двором.
В 1474 году он защищал замок в Оджиконе от нападения венгров под командованием липанского старосты Томаша Tharczay. В этом же году был сенатором и каштеляном саноцким.
В 1488 году Генрик Андреас Каменецкий скончался.

## Семья и потомки
Был женат на Катарине из Пеняжков, дочери Николая Пеняжка. Супруги имели шесть сыновей (Николая, Генрика, Станислава, Клеменса, Мартина и Яна) и трёх дочерей, одна из которых вышла замуж за Николая Стржижевского. Его старший сын Николай (1460—1515) занимал пост гетмана великого коронного, а сыновья Мартин (ум. 1530) и Ян (ум. 1513) были гетманами польными коронными.
Генрик Каменецкий (сын Генрика Андреаса), староста белзский, погиб в битве с крымскими татарами под Вишневцом 23 августа 1494 года.
В 1488 году после смерти Генрика Андреаса владельцем замка Каменец в Оджиконе стал его старший сын Николай Каменецкий (ум. 1515), первый в Польше пожизненный гетман великий коронный.
В 1530 году староста саноцкий Клеменс Каменецкий (внук Генрика Андреаса) продал нижний замок в Оджиконе бургграфу краковскому Северину Бонеру, который уже два года назад вступил во владение верхним замком в Оджиконе.
Генрик Андреас Каменецкий был прадедом Ежи (Юрия) Мнишека (1548—1613), каштеляна радомского и воеводы сандомирского, отца Марины Мнишек, супруги Лжедмитрия I и Лжедмитрия II.
Его правнуком был кардинал Бернард Мациевский (1548—1608), архиепископ гнезненский и примас Польши.